# Biidmonea
Biidmonea is een monotypisch geslacht van mosdiertjes uit de familie van de Crisinidae en de orde Cyclostomatida. De wetenschappelijke naam ervan werd in 1903 voor het eerst geldig gepubliceerd door Calvet.

## Soort
- Biidmonea fayalensis Calvet, 1903